# Соња Жарковић
Соња Жарковић (рођена Мијовић) (7. новембар 1959 — 10. март 2007) била је истакнути српски педагог. Својим радом је оставила неизбрисив траг у просветном амбијенту Србије у времену у коме је живела. У њеној снажној личности дубоко су се прожимале људске и педагошке врлине, лидерске и менаџерске способности, визионарске идеје и мисионарска посвећеност деци свих узраста и школи као најважнијој институцији њиховог одрастања.

## Биографија
Рођена је 7. новембра 1959. године у Нишу у породици Мијовић од мајке Мирјане, правника и оца Мирка, генерала. Одрастала је као ћерка јединица, све до рођења сестре Тање 10 година касније. Године 1969. породица се доселила у Београд.
Матурирала је у Десетој београдској гимназији 1978. године, да би потом уписала Филозофски факултет у Београду, групу за педагогију. Дипломирала је 1983. године, међу првима у својој генерацији.
Радила је као школски педагог од 1984. до 1994. у Основној школи „Владимир Назор“, потом од 1994. до 1996. године у Петнаестој београдској гимназији, а од 1996. све до краја свог живота у Шестој београдској гимназији. Од 2001. године је била на функцији Председнице Педагошког друштва Србије.
Још као студент се удала и постала мајка двоје деце, прво сина Мирка и касније ћерке Иване.
Погинула је у саобраћајној несрећи, дана 10. марта 2007. год. на службеном путу за Ниш, код малог места Ражањ, на који је кренула у својству координатора „Развоја вршњачке медијације“, пројекта Уницефа и Педагошког друштва, који се реализовао у сарадњи са Немачком владином агенцијом за техничку сарадњу (ГТЗ).

## Мисија и педагошка визија
Са бројних позиција на којима је била ангажована, покретала је, подржавала, учествовала и реализовала многе педагошке пројекте од ширег друштвеног значаја, као што су: превенција преступничког понашања, ненансилно решавање конфликата, ученички парламенти, иновирање наставног рада, издавање посебних публикација за усавршавање наставника и многих других.
Као председница Педагошког друштва Србије, ту организацију је уздигла на ниво важног партнера у креирању васпитно образовног система у Србији с почетка 21. века. Покренула је и реализовала онлајн комуникацију са члановима Педагошког друштва Србије и отпочела рад на стварању капацитета за образовање на даљину. Основала је сајт Педагошког друштва, који је убрзо потом задобио престижну посећеност због богатства и разноврсности понуђених садржаја.
Соња је била још и:
- аутор, сарадник и водитељ образовних серија школског програма РТС-а: Путоказ, Живот школе, Школа без зидова, Vivat academia, Слушаш ли ти мене... Својим вишегодишњим ангажманом у Редакцији Образовног програма РТС-а, представила је школе из свих крајева Србије;
- координатор програма Шесте београдске гимназије “Лице биљке, моје лице” у оквиру Унескове мреже придружених школа, представљеног у Грацу (АСПнет/ УНЕСКО);
- сарадник са НВО у пројектима: Буквар дечјих права (Пријатељи деце Србије), Абецеда демократије (Група 484);
- координатор пројеката Вршњачка медијација; Сабрани у расејању; „Педагог у реформи“, и многих других.

Све што је радила инспирисано је педагошком визијом о отвореној школи, школом коју ће волети деца, маме, тате и остали, а отелотворено у пројекту: Без зидова и без крова, цео свет је једна школа.
Ово је уједно суштина Соњине визије школе и поимања педагогије и живота уопште. А свој педагошки оптимизам Соња Жарковић је увек изражавала реченицом „Идемо даље.."

## Признања
Соња Жарковић је 2007. године постала добитница „Златне значке“, коју додељује Културно-просветна заједница Србије изузетно заслужним појединцима у области културе, просвете и медија. То признање додељено јој је, између осталог, за покретање пројекта „Психосоцијална подршка младима у дијаспори кроз пружање едукације и кроз оснивање омладинских српских центара у дијаспори“, као и због укупног културног доприноса на јединственом простору свих Срба.

Педагошко друштво Србије на својој редовној Скупштини 28.09.2018. године, постхумно додељује Плакету Соњи Жарковић за изузетне заслуге у јачању угледа, афирмацију и развој визије Педагошког друштва Србије.

## Књиге, манифестације
Годину дана после трагичне смрти, из штампе излази књига Драгане Кожовић: Соња Жарковић или како живети педагогију, 
Педагошко друштво Србије, 2008, Београд.
Установљени су Соњини новембарски дани као манифестација која постаје традиција у Шестој београдској гимназији.
Спомен-чесма Соњи Жарковић отворена је 5. априла 2012. године. Чесма се налази уз улаз у VI београдску гимназију.